# San Jose (Batangas)
San Jose è una municipalità di prima classe delle Filippine, situata nella Provincia di Batangas, nella Regione del Calabarzon.
San Jose è formata da 33 baranggay:
- Aguila
- Anus
- Aya
- Bagong Pook
- Balagtasin
- Balagtasin I
- Banaybanay I
- Banaybanay II
- Bigain I
- Bigain II
- Bigain South
- Calansayan
- Dagatan
- Don Luis
- Galamay-Amo
- Lalayat
- Lapolapo I

- Lapolapo II
- Lepute
- Lumil
- Mojon-Tampoy
- Natunuan
- Palanca
- Pinagtung-Ulan
- Poblacion Barangay I
- Poblacion Barangay II
- Poblacion Barangay III
- Poblacion Barangay IV
- Sabang
- Salaban
- Santo Cristo
- Taysan
- Tugtug